# Тетракарбонилферрат натрия
Тетракарбонилферрат натрия — неорганическое соединение,
карбонильный комплекс натрия и железа
с формулой Na2[Fe(CO)4],
бесцветные кристаллы,
растворяется в воде.

## Получение
- Реакция суспензии натрия в тетрагидрофуране и пентакарбонила железа в инертной атмосфере:

{\displaystyle {\mathsf {Fe(CO)_{5}+2Na\ {\xrightarrow {}}\ Na_{2}[Fe(CO)_{4}]\downarrow +CO\uparrow }}}

## Физические свойства
Тетракарбонилферрат натрия образует бесцветные пирофорные кристаллы, устойчивые в темноте и инертной атмосфере.
Растворяется в воде, диметилформамиде,
плохо растворяется в тетрагидрофуране, н-гексане и гептане.